# Chauliodus minimus
Chauliodus minimus – gatunek ryby z rodziny wężorowatych (Stomiidae). Występuje na głębokości do 210 m w południowej części Atlantyku, pomiędzy 5°S a 40°S. Osiąga długość do 14,5 cm.